# Eleftheros Typos
Eleftheros Typos è un quotidiano greco di orientamento conservatore.

## Storia
Eleftheros Typos fu fondato nel 1983 dall'imprenditore Arīs Voudourīs. Il giornale si accattivò presto il favore del pubblico non solo per la sua ricca veste editoriale, ricalcata sul modello introdotto nel paese qualche anno prima dal giornale avversario Ethnos ma anche per il suo stile popolare, il linguaggio tagliente e per le espressioni ineleganti ricalcate sullo stile dell'altro quotidiano Avriani che però era di sinistra.
I più noti dei giornalisti che lavorarono per il quotidiano furono Dimitris Rizos e Giorgio Kyrtsos.
Eleftheros Typos rastrellò lettori e valenti redattori da pubblicazioni del suo stesso orientamento mettendo in serie difficoltà quotidiani di più vecchia data, primo fra tutti il quotidiano Apogevmatini.
Nel 1989 il suo fondatore Arīs Voudourīs perì in un incidente d'auto insieme alla moglie Lilian. 
Conformemente alle sue disposizioni testamentarie il giornale passò ad una fondazione per la stampa facente capo alla Fondazione Lilian Voudouris. Presidente ne fu nominato Makis Sarris, un architetto-imprenditore, amico della coppia che aveva realizzato il grandioso edificio in cui hanno sede gli uffici del quotidiano. Nell'elenco dei membri della fondazione appaiono alcune personalità politiche di destra come Miltiadīs Evert e Giannis Barbitsiotis
Nel 2007 il quotidiano veniva acquistato dal marito di Gianna Angelopoulos
Il 29 giugno 2009 il quotidiano chiudeva i battenti in seguito alla decisione della Angelopoulos di rinunciare a tutti i suoi investimenti nel campo dei Media greci. 4 mesi dopo fu rilanciato da un altro gruppo editoriale.